# Dymock
Dymock est une paroisse civile et un village du Gloucestershire, en Angleterre.

## Personnalité
- Robert Wynniatt (1830-1860), officier de marine, y est mort.